# Офер Бар Јосеф
Офер Бар-Јосеф (хебр. עופר בר-יוסף, енгл. Ofer Bar-Yosef; Јерусалим, 29. август 1937 — 14. март 2020) је израелски археолог, професор праисторијске археологије на Харвард универзитету и кустос Палеолитске археологија у Пибоди музеју археологије и етнологије. 
Специјализовао се за палеолитски период. Значајна су његова истраживања праисторијских локалитета Леванта, укључујући Кебара пећину у Израелу и ранонеолитског села у Нетив Хагдуду (хебр. נְתִיב הַגְּדוּד, енгл. Netiv HaGdud) на Западној обали, као и ископаваља палеолитских и неолитских налазижта у Кини и Јерменији.

## Биографија
Офер Бар Јосеф је дипломирао на Хебрејском универзитету у Јерусалиму, где је завршио и последипломске студије, после којих је радио као професор праисторијске археологије. Од 1988. године је професор праисторијске археологије на Харвард универзитету и кустос Палеолитске археологија у Пибоди музеју археологије и етнологије. Једно од његових најновијих открића су микроскопски налази нађени приликом истраживања у Јерменији на Кавказу, где се ископавања врше од 1996. године. Сматра се да су ови налази стари 34.000 година што их сврстава међу најстарије артефакте њихове врсте који су икада пронађени.